# Maruzza somaliensis
Maruzza somaliensis är en stekelart som beskrevs av G. Mineo 1982. Maruzza somaliensis ingår i släktet Maruzza och familjen Scelionidae. Inga underarter finns listade i Catalogue of Life.